# عباس‌آباد (خواف)
عباس‌آباد، روستایی است از توابع بخش سلامی و در شهرستان خواف استان خراسان رضوی ایران.
این روستا مکان های زیبا و گردشگری زیادی دارد ماننده چشمه نامج که در دل گوه بزرگ نامج در چند کیلومتری پشت روستای عباس آباد قرار دارد

## جمعیت
این روستا در دهستان بالاخواف قرار داشته و بر اساس سرشماری سال ۱۳۸۵ جمعیت آن (۲۷۴خانوار) ۱٬۱۸۱نفر
بوده است.